# Giải vô địch bóng đá U-17 châu Á 1986
Giải vô địch bóng đá U-17 châu Á 1986

## Thành phần tham dự
- Bahrain
- Bangladesh
- Indonesia
- CHDCND Triều Tiên
- Hàn Quốc
- Myanmar
- Qatar (chủ nhà)
- Ả Rập Xê Út

## Vòng bảng
Tất cả các trận đấu diễn ra tại Doha,Qatar

### Bảng A
| Đội         | Điểm | Trận | Thắng | Hòa | Thua | Bàn thắng | Bàn thua |
| ----------- | ---- | ---- | ----- | --- | ---- | --------- | -------- |
| Qatar       | 6    | 3    | 3     | 0   | 0    | 8         | 1        |
| Ả Rập Xê Út | 4    | 3    | 2     | 0   | 1    | 6         | 2        |
| Bangladesh  | 2    | 3    | 1     | 0   | 2    | 3         | 8        |
| Indonesia   | 0    | 3    | 0     | 0   | 3    | 2         | 8        |

15 tháng 11, 1986
| Indonesia | 1 - 5 | Ả Rập Xê Út |

| Qatar | 6 - 1 | Bangladesh |

17 tháng 11, 1986
| Bangladesh | 0 - 1 | Ả Rập Xê Út |

| Qatar | 1 - 0 | Indonesia |

19 tháng 11, 1986
| Bangladesh | 2 - 1 | Indonesia |

| Ả Rập Xê Út | 0 - 1 | Qatar |

### Bảng B
| Đội               | Điểm | Trận | Thắng | Hòa | Thua | Bàn thắng | Bàn thua |
| ----------------- | ---- | ---- | ----- | --- | ---- | --------- | -------- |
| Hàn Quốc          | 4    | 3    | 1     | 2   | 0    | 5         | 0        |
| CHDCND Triều Tiên | 3    | 3    | 0     | 3   | 0    | 4         | 4        |
| Myanmar           | 3    | 3    | 1     | 1   | 1    | 2         | 6        |
| Bahrain           | 2    | 3    | 0     | 2   | 1    | 3         | 4        |

16 tháng 11, 1986
| Bahrain | 3 - 3 | CHDCND Triều Tiên |

| Myanmar | 0 - 5 | Hàn Quốc |

18 tháng 11, 1986
| Bahrain | 0 - 0 | Hàn Quốc |

| Myanmar | 1 - 1 | CHDCND Triều Tiên |

20 tháng 11, 1986
| Bahrain | 0 - 1 | Myanmar |

| CHDCND Triều Tiên | 0 - 0 | Hàn Quốc |

## Đấu loại trực tiếp

### Bán kết
22 tháng 11, 1986
| Hàn Quốc | 1 - 0 | Ả Rập Xê Út |

| Qatar | 1 - 0 | CHDCND Triều Tiên |

### Tranh hạng ba
22 tháng 11, 1986
| Ả Rập Xê Út | 2 - 0 | CHDCND Triều Tiên |

### Chung kết
22 tháng 11, 1986
| Hàn Quốc | 0 - 0 5 - 4 (11m) | Qatar |

## Đội vô địch
| Vô địch giải bóng đá U-17 châu Á 1986: Đội tuyển bóng đá U-17 Hàn Quốc Lần thứ nhất |

## Các đội dự giải vô địch U-17 thế giới 1987
- Hàn Quốc
- Qatar
- Ả Rập Xê Út